# 周波数分配
周波数分配（しゅうはすうぶんぱい、英語: frequency allocation）またはスペクトル分配（英語: spectrum allocation）とは、電磁スペクトルの周波数帯への分配と規制であり、通常、国の政府によって行われている。電波伝搬は国境を超えるため、各国政府は周波数帯の割り当てとその標準化を協議により決定している。

## ITUによる定義
国際電気通信連合(ITU)は無線通信規則(RR)において、周波数分配を「特定の条件の下で、1つ以上の地上・宇宙の無線通信業務または電波天文業務に使用するための周波数帯を指定すること」と定義している。
周波数分配は国家による周波数行政で使われる特別な用語である。似たような言葉に以下のものがある（日本語訳は情報通信振興会刊行の無線通信規則日本語版による）。
| 周波数 分配の対象 | ITUの公用語             | ITUの公用語              | ITUの公用語              | ITUの公用語 | ITUの公用語  | ITUの公用語                  | 日本語   | ITU RR （条数） |
| 周波数 分配の対象 | フランス語              | 英語                     | スペイン語               | アラビア語  | 中国語       | ロシア語                     | 日本語   | ITU RR （条数） |
| 無線通信業務      | attribution (attribuer) | allocation (to allocate) | atribución (atribuir)    |             | 划分（劃分） | распределение (распределять) | 分配     | 1.16            |
| 国・地域          | allotisement (allotir)  | allotment (to allot)     | adjudicación (adjudicar) |             | 分配         | выделение (выделять)         | 区域分配 | 1.17            |
| 無線局            | assignation (assigner)  | assignment (to assign)   | asignación (asignar)     |             | 指配         | присвоение (присваивать)     | 割当て   | 1.18            |

## 概要
いくつかの団体が周波数分配の基準を定めており、その中には以下のようなものがある。
- 国際電気通信連合 (ITU)
- 欧州郵便電気通信主管庁会議 (CEPT)
- アメリカ大陸諸国間電気通信委員会（英語版） (CITEL)

周波数利用の整合性を高めるために、ほとんどの無線業務への分配が、適切な国の行政の責任の下で、国の周波数分配表に組み込まれている。無線業務への分配は、以下の3種類に分けられる。
- 一次業務
- 二次業務
- 国の行政の責任の範囲内で、独占的または共有的に利用

軍事利用への分配はRRに従う。NATO諸国では、軍用移動利用は、NATO民間軍事周波数協定(NJFA)に基づいて行われる。

## 周波数分配の例
以下にリストされている周波数帯の中には、連続的な分配ではないものもある（例：アマチュア無線の1.8-29.7MHz帯）。
| 種別                          | 周波数 (MHz) | 一般的な放射電力 (kW) |
| ----------------------------- | ------------ | --------------------- |
| 長波放送 (EU)                 | 0.150–0.285  | 320                   |
| AM放送 (EU & J)               | 0.525–1.605  | 500                   |
| AM放送 (US)                   | 0.530–1.710  | 50                    |
| アマチュア無線                | 1.8–29.7     | 0.16 (mobile)         |
| 市民バンド                    | 26.9–27.4    | 0.004                 |
| アマチュア無線                | 28–30        | 0.2 (mobile)          |
| 陸上移動局                    | 29–54        | 0.1                   |
| アマチュア無線                | 50–54        | 0.2 (mobile)          |
| TV low VHF                    | 54–88        | 100                   |
| 陸上移動局 (EU)               | 65–85        | 0.1                   |
| FM放送 (J)                    | 76–90        | 44                    |
| FM放送 (US & EU)              | 88–108       | 105                   |
| 航空局                        | 108–136      | 1                     |
| 陸上移動局 (EU)               | 120–160      | 0.1                   |
| 陸上移動局                    | 132–174      | 18–100                |
| 陸上移動局 (J)                | 142–170      |                       |
| アマチュア無線                | 144–148      | 0.2 (mobile)          |
| TV high VHF                   | 174–216      | 316                   |
| 陸上移動局                    | 216–222      | 0.2                   |
| アマチュア無線                | 222–225      | 0.1 (mobile)          |
| 陸上移動局 (J)                | 335–384      |                       |
| 陸上移動局                    | 406–512      | 0.1                   |
| 陸上移動局 (J)                | 450–470      |                       |
| アマチュア無線                | 430–450      | 0.1 (mobile)          |
| TV UHF                        | 470–806      | 5000                  |
| 陸上移動局                    | 806–947      | 0.035                 |
| Cellular AMPS                 | 806–947      | 0.003                 |
| アマチュア無線 陸上移動局 GPS | 1200–1600    |                       |
| Cellular PCS                  | 1700–2000    | 0.003                 |
| ISMバンド Bluetooth Wi-Fi     | 2400–2500    | 0.0000025             |